# Jaap Rosen Jacobson (Engelandvaarder)

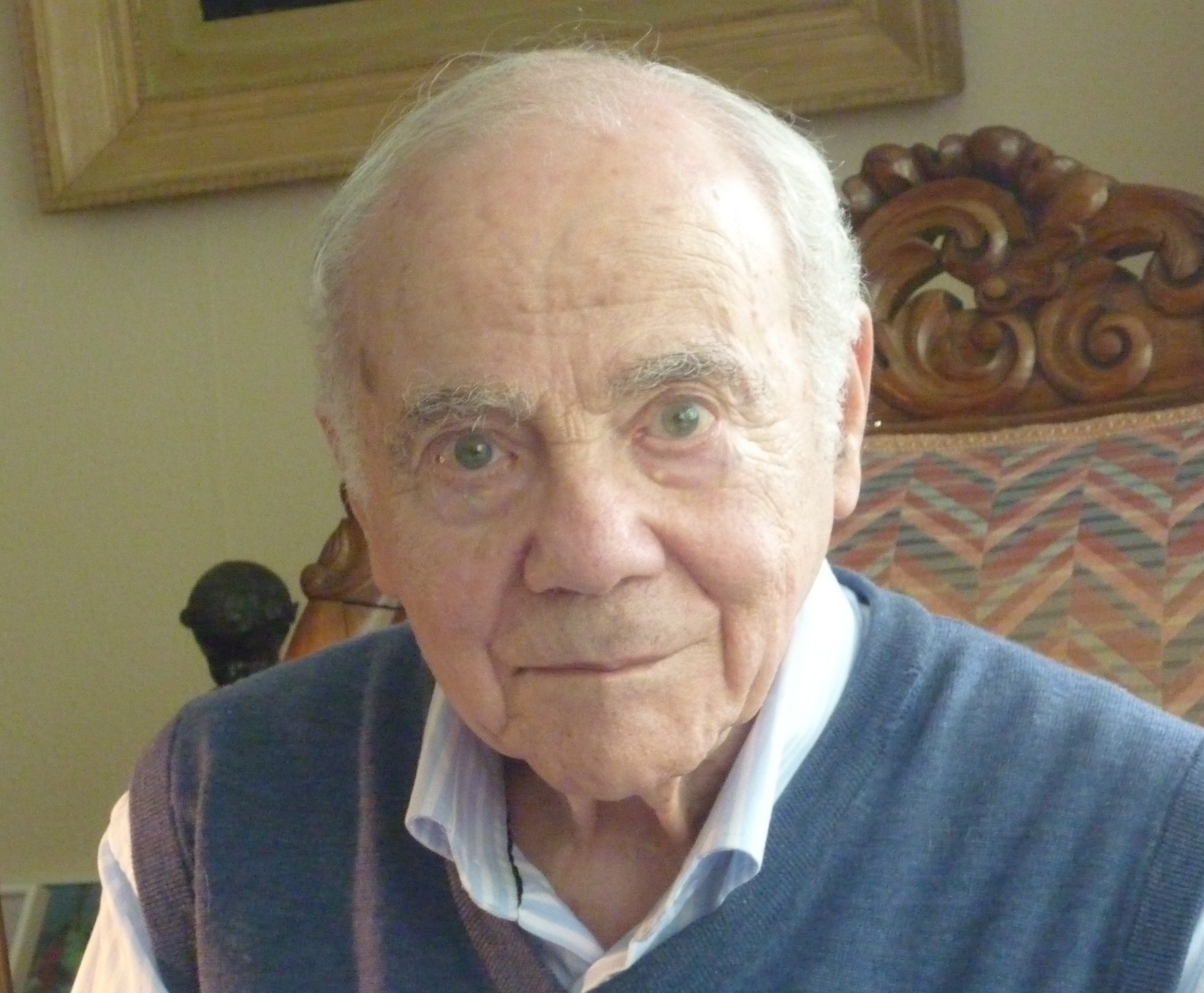
Jaap Rosen Jacobson in 2012

Mr. Eduard Jacob (Jaap) Rosen Jacobson (Rotterdam, 15 september 1916 – Wassenaar, 2 januari 2015) was een Engelandvaarder. Na de oorlog werd hij advocaat en rechter.

## Jeugd
Zijn ouders waren Jacob Rosen Jacobson (1870-1937), rechter bij de arrondissementsrechtbank te Rotterdam, en Judith Ferares (1886-1942). Jaap had een oudere broer, Rob, en twee oudere zussen (Lijs en Pauline).
Jacobson groeide op in Rotterdam. Toen hij 14 jaar was verhuisden zijn ouders naar Wassenaar en ging hij naar de gymnasiumafdeling van het Maerlant-Lyceum. Hij studeerde vanaf 1935 rechten in Leiden. Hij werd in 1939 gemobiliseerd en volgde de opleiding tot reserve-officier.

## Oorlogsjaren

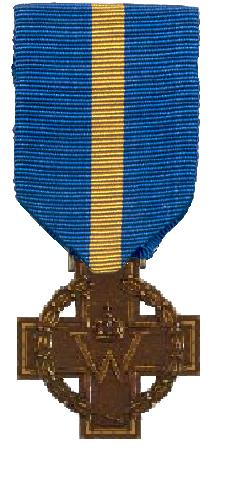
Kruis van Verdienste 1941

In de meidagen van 1940 diende Jacobson bij de Luchtdoelartillerie (104e batterij) in Sloterdijk. Na de capitulatie pakte hij zijn studie weer op. Ondanks de sluiting van de universiteit lukte het hem in juli 1941 af te studeren. Begin 1941 moesten de Joden het aantal Joodse grootouders opgeven. Uiteindelijk -- na lange discussie -- besloot de familie Jacobson vier Joodse grootouders op te geven. Ze wilden hun afkomst niet verloochenen. De volgende Duitse maatregelen werden door de familie echter zoveel mogelijk ontdoken. Zo droegen ze niet de gele ster. In het voorjaar van 1942 besloot de familie alsnog een poging te ondernemen om de opgave van het aantal Joodse grootouders op grond van hun Portugese afkomst te laten wijzigen. Tevergeefs echter.
Jacobson besloot dat als hij voor een werkkamp zou worden opgeroepen hij niet vrijwillig zou gaan. Liever zou hij Nederland ontvluchten om aan geallieerde zijde aan de oorlog deel te nemen. Op 1 juli werd zijn moeder gearresteerd. Samen met zijn broer Rob en een derde persoon (Henk Hartog) vertrok hij op 7 juli 1942 weg uit Nederland. Hun moeder, geboren op 2 december 1886 in Amsterdam, werd naar Auschwitz gestuurd en overleed daar op 15 oktober 1942. Hun zus Elizabeth dook onder. Na de oorlog ging Elizabeth naar Californië. Zus Pauline was voor de oorlog vertrokken naar het buitenland en vestigde zich na de oorlog ook in Californië.
Op 11 juli kwamen Jaap, Rob en Henk aan in Parijs. Op 16 juli vertrokken ze weer onder begeleiding van een gids met het doel de Demarcatielijn te passeren. Bij het dorpje Gièvres-sur-Cher werden ze gearresteerd. Ze bleven tot 5 augustus in de gevangenis in Romorantin. Op 5 augustus werden ze per bus naar Orléans getransporteerd waar ze vervolgens in een trein richting het oosten terechtkwamen. Vlak na het passeren van het station van Marigny-les-Usages wisten Jaap en Rob uit de trein te springen. Ze verloren elkaar uit het oog. Jaap, die geblesseerd was aan zijn arm (de arm was bij de val uit de kom geschoten) hield zich 6 dagen schuil in het bos. Hij werd geholpen door een boswachter, Paul Baudin, die hem te eten gaf en in contact bracht met een verpleegster, Andrée Taillardat, in verband met zijn arm. Ook zorgde Baudin dat Jaap via vrienden bij de spoorwegen als verstekeling (vermomd als spoorwegbeambte) in een trein mee kon richting het zuiden (onbezet Frankrijk). Henk bleef in de trein en zou de oorlog niet overleven.
Jaap ging met de trein via Limoges, Toulouse en Marseille naar Nice. In Monte Carlo kreeg hij nieuwe identiteitspapieren en een medische verklaring dat hij was afgekeurd voor militaire dienst. Vandaar ging hij naar Perpignan waar hij een visum kreeg voor Spanje. Via Barcelona en Madrid reisde hij al gauw door naar Cádiz. Hij ging aan boord van de Cabo de Buena Esperanza (Kaap de Goede Hoop), waar hij enkele Nederlanders aantrof die in Barcelona waren opgestapt.
In Willemstad ging Jaap van boord. Er waren al een stel Nederlandse jongeren op Curaçao beland die ook naar Engeland wilden. Jaap nam contact op met een clubgenoot van zijn broer, Eddie Boon, die bij Shell werkte en die hem een plaats bezorgde aan boord van een tanker, die hem mee naar Ramsgate nam.
Na uitvoerig verhoord te zijn op de Patriotic School werd Jaap ingedeeld bij de Prinses Irene Brigade. Na enige tijd in Wolverhampton te hebben doorgebracht, kreeg hij een baan in Londen, waar hij de rest van de oorlogsjaren bleef.
In maart 1944, ruim 1,5 jaar na de sprong uit de trein, kwam Rob aan in Engeland. Rob had van eind augustus tot begin november 1942 in onbezet Frankrijk doorgebracht. Nadat in november 1942 ook dit deel van Frankrijk door de Duitsers werd bezet wist hij te vluchten naar Spanje, waar hij tot eind 1943 gevangen werd gehouden.

## Na de oorlog
In 1945 landde Jaap Rosen Jacobson op het vliegveld bij Eindhoven, dat toen al bevrijd was, waarna hij secretaris werd van de Krijgsraad te Velde. In 1946 trad hij in het huwelijk met Louise Hermine (Loekie) Roeters van Lennep (1913-2000), lid van de familie Van Lennep; ze kregen vier kinderen, van wie de zoon naar Jaaps broer Robert werd genoemd. Roberts oudste zoon werd Jaap genoemd. Jacobson was eerst (net als zijn vader) rechter bij de arrondissementsrechtbank te Rotterdam, daarna raadsheer en vicepresident van het Haags Gerechtshof. Hij was ook voorzitter van de Raad voor de Scheepvaart, van de commissie Binnenvaartrampenwet en van de Adviescommissie Vreemdelingenzaken.